# ランドンターブル (原子力潜水艦)
ランドンターブル（フランス語：L'Indomptable, S 613）は、フランス海軍の原子力潜水艦。ル・ルドゥタブル級原子力潜水艦の4番艦。艦名は強固を意味するフランス語から。この名を受け継いだ艦としては5代目にあたる。

## 艦歴
「ランドンターブル」は、第3期長期軍事力整備計画に基づきDCNシェルブール工廠で1971年12月4日に起工、1974年9月17日進水、1976年12月23日に就役しロング島基地に配備された。
就役当初からM20を装備していた。1987年12月から1989年6月までブレストにてM4改の換装が実施された。
31年間に31人の艦長が着任し、時間換算で125,000時間の間水中にいた。幾多の戦略哨戒任務に従事したのち、2005年4月4日に退役した。